# William Blake Richmond

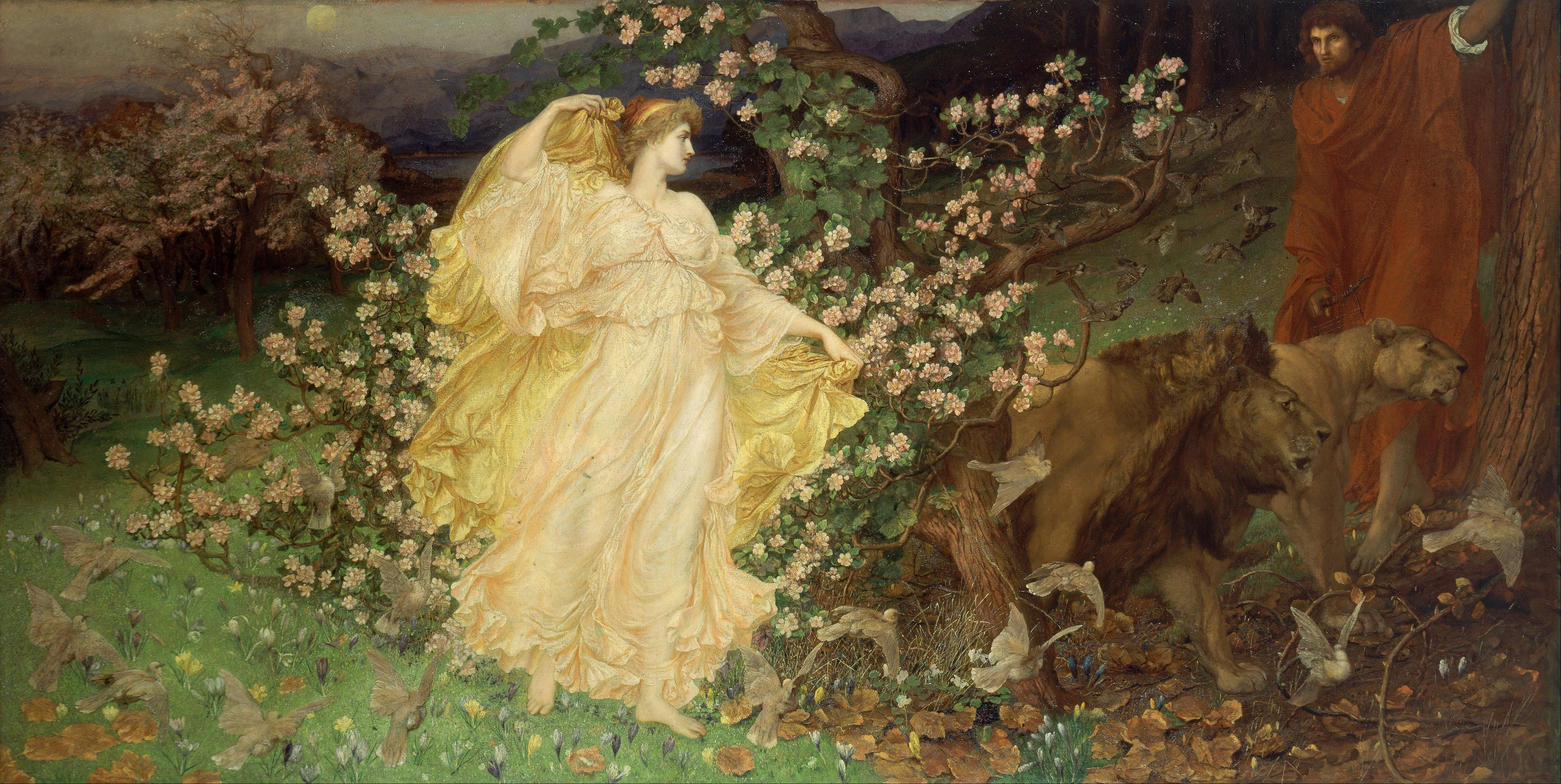
Venus and Anchises (1889 oder 1890) von William Blake Richmond

Sir William Blake Richmond (* 29. November 1842 in London; † 11. Februar 1921) war ein englischer Maler.

## Leben
William Blake Richmond, Sohn des Porträtmalers George Richmond (1809–1896), bildete sich von 1857 bis 1859 an der königlichen Londoner Kunstakademie und unter dem Einfluss der Präraffaeliten. Er bereiste schon 1859 und 1860 Italien, wo er die Werke der alten Meister studierte. Dieser Besuch der Apennin-Halbinsel hatte einen bedeutenden Einfluss auf seine weitere Entwicklung. 1861 stellte er Bildnisse seiner Brüder in der Royal Academy aus, worauf in den nächsten drei Jahren weitere Bilder folgten. Von 1865 bis 1869 weilte er wieder in Italien, wo er meistens in Rom lebte. Damals traf er Frederic Leighton und Giovanni Costa, die er beide sehr bewunderte. Ferner widmete er sich während seines Italienaufenthalts ästhetischen und historischen Studien, erlernte die Freskomalerei und schuf u. a. das figurenreiche Gemälde A Procession in Honour of Bacchus, das er 1869 nach seiner Rückkehr nach England in der Royal Academy ausstellte.
In London war Richmond nun zumeist als Porträtmaler tätig und zeichnete sich besonders in Kinderbildnissen aus. 1873 führte er auf dem Landsitz Mr. Hodgsons in Hahlemere eine Reihe von Fresken aus, die das Leben der Frau zum Gegenstand haben. Außerdem malte er auch große mythologische und allegorische Gemälde in der Art Leightons, von denen folgende hervorgehoben seien: 
- Die Klage der verlassenden Ariadne, 1872
- Der gefesselte Prometheus, 1874, Galerie in Birmingham
- Der vor Troja getötete Sarpedon wird durch den Tod und den Schlaf nach Lykien gebracht, 1877
- Mirjams Gesang, 1879
- Die Befreiung des Prometheus, 1882
- Vorstellung des Agamemnon in Athen, 1885

Die Mosaikmalereien in den Viertelkuppeln der St Paul’s Cathedral in London sind ebenfalls Richmonds Werk. Seine Bildnisse (Gladstone, Darwin u. a.) wurden in England hochgeschätzt. In Deutschland porträtierte er u. a. den Fürsten Bismarck. Auch Griechenland und Ägypten besuchte er mehrfach.
Als Nachfolger John Ruskins wurde Richmond 1878 Slade Professor of Fine Art an der Universität Oxford, legte aber dieses Amt nach der Genesung Ruskins 1883 wieder nieder. Er war auch als Kunstschriftsteller tätig und besaß die kleine Goldmedaille der Berliner Kunstausstellung. 1888 wurde er zum Associate der Royal Academy gewählt und 1897 als Knight Commander des Bathordens (KCB) geadelt. Daraufhin versah er das Lehramt eines Professors der Malerei an der Royal Academy. Er war der Vater des Admirals und Marinehistorikers Herbert Richmond (1871–1946) sowie des Architekten Ernest Richmond (1874–1955) und verstarb am 11. Februar 1921 im Alter von 78 Jahren.